# یاشله
یاشله (به لاتین: Jaśle) یک روستا در لهستان است که در گمینا وانچنا واقع شده‌است.